# Panula consequens
Panula consequens là một loài bướm đêm trong họ Erebidae.